# Santtu-Matias Rouvali
Santtu-Matias Rouvali (nacido en Lahti el 5 de noviembre de 1985) es un director de orquesta y percusionista finlandés. 

## Trayectoria
De una familia de músicos, los padres de Rouvali han tocado en la Lahti Symphony Orchestra. Él es el mayor de los tres hijos de su familia. Uno de sus hermanos murió en un accidente automovilístico a la edad de 23 años.
Rouvali aprendió percusión cuando era joven y continuó sus estudios en la Academia Sibelius. Rouvali compitió en el calificador finlandés de Eurovisión Young Solistas en 2004 como percusionista. Como percusionista, actuó con orquestas como la Mikkeli City Orchestra, Lahti Symphony Orchestra y Finnish Radio Symphony Orchestra. A los 22 años, se centró más en los estudios de dirección en la Academia Sibelius, donde sus profesores incluían a Jorma Panula, Leif Segerstam y Hannu Lintu.
En septiembre de 2009, Rouvali fue invitado a dirigir a la Orquesta Sinfónica de la Radio Finlandesa como un director sustituto de emergencia. Dirigió por primera vez la Tapiola Sinfonietta en noviembre de 2010. Más tarde, en el mismo mes, la Tapiola Sinfonietta nombró a Rouvali artista asociado de la orquesta, a partir de septiembre de 2011, con un acuerdo de 3 años.
Rouvali actuó por primera vez director invitado de la Orquesta Filarmónica de Tampere en enero de 2010. Posteriormente regresó como director invitado en diciembre de 2011. En septiembre de 2012, la orquesta anunció el nombramiento de Rouvali como director titular, con vigencia en la temporada 2013-2014, con un contrato inicial de 3 años. Su contrato actual en Tampere es hasta 2019. 
Fuera de Finlandia, Rouvali dirigió por primera vez la Filarmónica de Copenhague en noviembre de 2011. Posteriormente se convirtió en el director invitado principal de la Filarmónica de Copenhague comenzando en la temporada 2013-2014. En agosto de 2014, Rouvali hizo su primera aparición como invitado con la Orquesta Sinfónica de Gotemburgo (GSO). En mayo de 2016, la OSG anunció el nombramiento de Rouvali como su próximo director general, con vigencia en la temporada 2017-2018, con un contrato inicial de 4 años. En marzo de 2017, la Orquesta Philharmonia anunció el nombramiento de Rouvali como uno de sus dos nuevos directores invitados principales, con vigencia en la temporada 2017-2018.En mayo de 2019, la Orquesta Philharmonia anunció el nombramiento de Rouvali como su siguiente director principal, a partir de la temporada 2021-2022, con un contrato inicial de 5 años. En septiembre de 2020, la Orquesta Philharmonia lanzó su primera grabación con Rouvali como director, una grabación de El lago de los cisnes realizada en 2019.También en 2019 Santtu-Matias Rouvali grabó la enigmática Quinta Sinfonía de Prokófiev en concierto en el Royal Festival Hall de Londres en febrero de 2019.
Rouvali también ha hecho grabaciones comerciales con la Orquesta Filarmónica de la ciudad de Oulu, para Ondine, y con la Filarmónica de Tampere de Orfeo.